# Testing
Testing é o terceiro álbum de estúdio do rapper americano ASAP Rocky . O álbum foi lançado em 25 de maio de 2018, pela ASAP Worldwide, Polo Grounds Music e RCA Records . O álbum inclui participações de Juicy J, Frank Ocean, Kid Cudi, Skepta, French Montana, T.I., Moby, Kodak Black, Dev Hynes e FKA Twigs, e foi produzido principalmente por Hector Delgado e pelo próprio ASAP Rocky, ao lado de uma variedade de produtores musicais de alto perfil. .
Testing foi apoiado por dois singles: " ASAP Forever " (comMoby, T.I. e Kid Cudi) e " Praise the Lord (Da Shine) " (com Skepta), juntamente com vários singles promocionais. O álbum recebeu críticas geralmente positivas dos críticos e estreou em quarto lugar na Billboard 200 dos EUA, ganhando 75.000 unidades equivalentes ao álbum, das quais 13.000 foram vendas puras, tornando-se o terceiro álbum consecutivo de ASAP Rocky entre os cinco primeiros na parada.

## Fundo
Em setembro de 2017, Rocky anunciou o lançamento de um novo álbum, originalmente agendado para o final de 2017. No mês anterior, Rocky lançou Cozy Tapes Vol. 2: Too Cozy com o coletivo de rap ASAP Mob .
Em janeiro de 2018, o título do álbum foi deixado de forma enigmática nas descrições nas músicas do SoundCloud, até ser oficialmente confirmado em maio de 2018 Em entrevista à GQ, Rocky disse: "Meu novo álbum é realmente sobre testar novos sons. As pessoas têm medo de testar novos sons, então seguem o que é atual porque é a coisa mais fácil de fazer. As 100 melhores músicas soam um certo As pessoas atendem mais a isso porque é um grupo demográfico maior por trás disso, ou é um grupo demográfico garantido por trás disso. Prefiro experimentar e fazer com que meu público cresça comigo e para alcançar novos públicos, eu não apenas faço rap - na verdade, faço. música. É por isso que leva tempo. Esses sons me representam."

## Arte da capa
A capa da Testing apresenta uma foto do diretor criativo de Houston, Cary Fagan, na qual 10 figuras sombrias cercam um logotipo em negrito.

## Promoção
Em janeiro de 2018, uma série de músicas que não fazem parte do álbum foram lançadas por Rocky no SoundCloud, como "5ive Stars", "Above" e "Money Bags Freestyle". A música, "Bad Company" com BlocBoy JB que foi lançada como single promocional em 28 de março de 2018.
O primeiro single do álbum é " ASAP Forever " com Moby que foi lançado em 5 de abril de 2018. A canção alcançou a posição 65 na Billboard Hot 100 dos EUA. A versão do álbum inclui participações especiais de Kid Cudi e T.I.
O segundo single do álbum é " Praise the Lord (Da Shine) " com Skepta, que foi lançado nas rádios rítmicas e urbanas contemporâneas em 26 de junho de 2018.

## Desempenho comercial
Testing estreou em 4º lugar na Billboard 200 dos EUA, ganhando 75.000 unidades equivalentes a álbuns com 13.000 cópias em vendas puras de álbuns, tornando-se o terceiro álbum consecutivo de ASAP Rocky entre os cinco primeiros na parada. Em sua segunda semana, o álbum caiu para a 15ª posição, com 26.000 unidades equivalentes ao álbum (1.000 em vendas puras de álbuns). Em sua terceira semana, o álbum caiu para a 22ª posição . Em sua quarta e quinta semanas na Billboard 200, o álbum caiu para as 37ª e 41ª posição, respectivamente. Ele saiu do top 50 em sua sexta semana, terminando na posição 56, antes de cair para a posição 60 durante sua sétima semana nas paradas. Em 16 de outubro de 2019, o álbum foi certificado ouro pela Recording Industry Association of America (RIAA) pelas vendas combinadas e unidades equivalentes ao álbum de mais de 500.000 unidades nos Estados Unidos.

## Lista de músicas
| N.º            | Título                       | Producer(s)                                                                    | Duração |  |
| 1.             | "Distorted Records"          | Delgado Lord Flacko Nez & Rio                                                  |         |  |
| 2.             | "ASAP Forever"               | Delgado Lord Flacko Jordie X [a]                                               |         |  |
| 3.             | "Tony Tone"                  | FnZ Delgado Lord Flacko                                                        |         |  |
| 4.             | "Fukk Sleep"                 | Delgado Boi-1da FnZ Lord Flacko                                                |         |  |
| 5.             | "Praise the Lord (Da Shine)" | Skepta                                                                         |         |  |
| 6.             | "Calldrops"                  | Boys Noize Delgado [a] Lord Flacko [a]                                         |         |  |
| 7.             | "Buck Shots"                 | Kelvin Krash                                                                   |         |  |
| 8.             | "Gunz n Butter"              | Delgado Blunt Lord Flacko Crazy Mike                                           |         |  |
| 9.             | "Brotha Man"                 | Rico Love D-Town the Great Delgado Lord Flacko                                 |         |  |
| 10.            | "OG Beeper"                  | Nez & Rio Boys Noize [a]                                                       |         |  |
| 11.            | "Kids Turned Out Fine"       | CharlieMumbles Estiee Delgado [a] Lord Flacko [a]                              |         |  |
| 12.            | "Hun43rd"                    | Hynes                                                                          |         |  |
| 13.            | "Changes"                    | Jim Jonsin FnZ Delgado Lord Flacko Jerry "Tizhimself" Powell [a] DJ Khalil [a] |         |  |
| 14.            | "Black Tux, White Collar"    | Clams Casino Tank God Delgado [a] Lord Flacko [a] Kelvin Krash [a]             |         |  |
| 15.            | "Purity"                     | Blunt FnZ Delgado Lord Flacko                                                  |         |  |
| Duração total: | Duração total:               | Duração total:                                                                 | 52:16   |  |

Notas
- ↑[a]  significa um produtor adicional
- "ASAP Forever" conta com vocais de fundo de Khloe Anna
- "Tony Tone" conta com vocais de fundo de Puff Daddy e vocais adicionais de Akia Harvey
- "Fukk Sleep" conta com backing vocals de Hector Delgado
- "Calldrops" conta com vocais de fundo de Acyde e Dean Blunt
- "Buck Shots" conta com vocais de fundo de Playboi Carti, Smooky MarGielaa e Kelvin Krash
- "Brotha Man" conta com vocais de fundo de Frank Ocean e Snoop Dogg
- "OG Beeper" conta com vocais de fundo de BlocBoy JB
- "Kids Turned Out Fine" conta com vocais de fundo de Mateo "Teo" Arias
- "Hun43rd" apresenta backing vocals de ASAP Mob
- "Black Tux, White Collar" conta com vocais de fundo de Mikky Ekko

Créditos de amostra
- "ASAP Forever" contém uma amostra de " Porcelain ", escrita por Richard Melville Hall, interpretada por Moby .
- "Tony Tone" contém uma amostra de "Man Inside", escrita e interpretada por Roger Webb .
- "Fukk Sleep" contém uma amostra de "FYM", escrita por Albert Johnson, Gary Lucas, Matthew Samuels e Michael Tyler, interpretada por Joyner Lucas .
- "Praise the Lord (Da Shine)" contém uma amostra de "Midsummer Again – Roma Surrectum II", escrita por Viktor Tärnholm.
- "Calldrops" contém uma amostra de "Morning Sun", escrita e interpretada por Dave Bixby; e "Money & the Power", escrita por Hayword Ivy, interpretada por DJ Squeeky.
- "Buck Shots" contém uma amostra de "The Format", escrita por Anthony Cruz, interpretada por AZ .
- "Gunz n Butter" contém uma amostra de "Street Type Niggaz", escrita e interpretada por Tommy Wright III ; e "Still Ridin Clean", escrita por Patrick Houston, Jordan Houston e Paul Beauregard, interpretada por Project Pat .
- "Brotha Man" contém uma amostra de "Intermission", escrita por Leon Michels, Toby Pazner e Jeffrey Silverman, interpretada por Lee Fields .
- "OG Beeper" contém uma amostra de "Street Type Niggaz" e "Shoot to Kill", escrita e interpretada por Tommy Wright III; e "Still Get My Dick Sucked", escrita por Hayword Ivy, interpretada por DJ Squeeky.
- Amostras de "Kids Turned Out Fine" de "Don't Come Home Today" de Good Morning.
- "Hun43rd" contém uma amostra de " Cradle to the Grave ", escrita por Tupac Shakur, Tyruss Himes, Maurice Shakur, Diron Rivers e Walter Burns, interpretada por Thug Life .
- "Changes" apresenta uma amostra de International Players Anthem (I Choose You) de UGK com Outkast .
- "Purity" contém uma amostra de "I Gotta Find Peace of Mind", escrita e interpretada por Lauryn Hill .

## Pessoal
Créditos adaptados da conta oficial do Twitter de ASAP Rocky e do Tidal .
Instrumentação
- Andrew VanWyngarden – teclado (faixa 4)
- Devonté Hynes – baixo (faixa 13)
- Michael Burman – guitarra (faixa 13)
- Mikey Freedom Hart – guitarra, teclado (faixa 13)
- Eric Alcock – guitarra (faixa 15)

Técnico
- Hector Delgado – gravação, mixagem (exceto faixa 13)
- Sam Houselander – gravação (faixas 2, 11)
- Alex Ridha – gravação (faixa 6)
- Nico Marzouka – gravação (faixa 13)
- Marylebone – gravação (faixa 15)
- Tom Elmhirst – mixagem (faixa 13)
- Billy Cumella – assistência na mixagem (faixas 1, 3, 5–7, 9, 11, 14, 15)
- Federico "C Sik" Lopez – assistência na mixagem (faixas 1, 4, 8, 10, 12)
- Barry McCready – assistência na mixagem (faixa 2)
- Dan Fyfe – assistência na mixagem (faixas 10, 12)
- Tatsuya Sato – masterização